# Parmotrema fleigiae
Parmotrema fleigiae är en lavart som beskrevs av Canêz & Marcelli. Parmotrema fleigiae ingår i släktet Parmotrema och familjen Parmeliaceae.   Inga underarter finns listade i Catalogue of Life.